# Notre-Dame-de-Riez
Notre-Dame-de-Riez là một xã ở tỉnh Vendée trong vùng Pays de la Loire, Pháp. Xã này có diện tích 14,62 kilômét vuông, dân số năm 2006 là 1746 người. Xã này nằm ở khu vực có độ cao trung bình 5 mét trên mực nước biển.

## Biến động dân số
| Năm    | 1962 | 1968 | 1975 | 1982 | 1990 | 1999  | 2006  |
| ------ | ---- | ---- | ---- | ---- | ---- | ----- | ----- |
| Dân số | 638  | 650  | 713  | 922  | 957  | 1 211 | 1 746 |